# Мултимедија
Мултимедија (мултимедији) је назив за оне медије који су комбинација више различитих медија. Мултимедије карактерише мултимедијални доживљај, по појавним облицима (перцептивним видовима информација, тј. логичкој структури) и преносним путевима(физички преносним путевима) вишеструк, симултан, снажан доживљај, у најширем смислу то је проток информација између извођача и публике. Овај појам се сусреће и у свету забаве (музике, видео и рачунарских игрица...) али и у телекомуникацијама и свету рачунара.
Сматра се да је мултимедиј постао феномен савременог друштва, који у најужем смислу можемо посматрати као папир, ваздух, електромагнетско поље путем којих се преносе информације, а у најширем средство у процесу интеракције човека са окружењем.
Ако се подаци који се уносе у медиј посматрају као енергија која деформише просторно временску структуру, онда човек тај „сигнал“ може да уочи, тј. детектује и то својим чулима (слух, вид) или посредно, преко уређаја који информацију претварају у облик који човек може да детектује.
Мултимедији су сложени техничко технолошки системи (телекомуникациони системи, рачунарске мреже и сл.) У ствари њихов развој је тесно повезан са техничко-технолошким развојем.

## Медиј
У рачунарству медиј је носилац или преносилац података. Процеси које обухвата рад рачунара са медијима су аквизиција, складиштење, репрезентација, размена, обрада и презентација медијских података.
Презентациони медиј је тип физичког средства који се користи при комуникацији човека и рачунара (тастатура, миш, дисплеј, камера...)
Смештајни медиј је тип физичког средства за складиштење податка (оперативна меморија, оптички диск...)
Преносни медиј је средство за пренос података (упредена парица, коаксијални кабл, оптичко влакно...)
Медиј за размену тип физичког средства за размену података
Репрезентациони медиј за представљање медијских информација у апстрактној форми помоћу скупа медијских података и веза између њих. На пример кориснику се текст може саопштити на основу датотеке која садржи бит мапирану слику у растерском графичком подсистему, колекцијом векторских графичких примитива, HTML страницом...)
Перцептивни медиј је појавни облик носиоца информација са гледишта корисника (предмет рада рачунара је дигитални медији).

## Мултимедијална комуникација
Мултимедијална комуникација је истовремено коришћење више медија (попут филма који обједињује слике и звук, анимацију...) или симултано коришћење више начина комуницирања (спој текста и фотографије, тј. слике, графике и сл.)

## Мултимедијални информациони систем
У рачунарству медиј је преносилац податка.
Мултимедијални информациони систем је информациони систем који може да подржи интерактивну комуникацију корисника са рачунарским системом и то у реалном времену, симултаним коришћење различитих појавних облика информација (текст, графика, слика, музика и сл).

## Програми за прављење мултимедијалних садржаја
- Adobe Flash
- Adobe Photoshop
- Sony Sound Forge
- Microsoft PowerPoint